# Aerosmith Rocks Donington 2014
Aerosmith Rocks Donington 2014 é um álbum ao vivo da banda Aerosmith, lançado a 4 de Setembro de 2015. Foi gravado em 15 de Junho de 2014 em Donington Park na Inglaterra, durante o festival Download Festival. Foi o primeiro álbum ao vivo do Aerosmith lançando um show na íntegra. 

## Nos cinemas
Em 26 de fevereiro de 2015, o filme do concerto foi lançado no circuito de cinema americano e foi mostrado em mais de 300 cinemas ao redor do país. Fez parte do evento de concertos em cinema "Classic Music Series". 

## Faixas[2]

### CD 1
1. "Train Kept A Rollin'"
2. "Eat The Rich"
3. "Love In An Elevator"
4. "Cryin'"
5. "Jaded"
6. "Livin' On The Edge"
7. "Last Child"
8. "Freedom Fighter"
9. "Same Old Song And Dance"
10. "Janie's Got A Gun"

### CD 2
1. "Toys In The Attic"
2. "I Don't Want To Miss A Thing"
3. "No More No More"
4. "Come Together"
5. "Dude (Looks Like A Lady)"
6. "Walk This Way"
7. "Home Tonight"
8. "Dream On"
9. "Sweet Emotion"
10. "Mama Kin"

### CD Bônus da versão japonesa
1. "Kings And Queens"
2. "Rats In The Cellar"
3. "Stop Messin' Around"

- CD bônus gravado no Boardwalk Hall na cidade de Atlantic City em 31 de agosto de 2014.

## DVD/Blu-ray
1. "Train Kept A Rollin'"
2. "Eat The Rich"
3. "Love In An Elevator"
4. "Cryin'"
5. "Jaded"
6. "Livin' On The Edge"
7. "Last Child"
8. "Freedom Fighter"
9. "Same Old Song And Dance"
10. "Janie's Got A Gun"
11. "Toys In The Attic"
12. "I Don't Want To Miss A Thing"
13. "No More No More"
14. "Come Together"
15. "Dude (Looks Like A Lady)"
16. "Walk This Way"
17. "Home Tonight"
18. "Dream On"
19. "Sweet Emotion"
20. "Mama Kin"

## LP

### Disco 1
Lado A
"Train Kept A Rollin'"
"Eat The Rich"
"Love In An Elevator
Lado B
"Cryin'"
"Jaded"
"Livin' On The Edge"

### Disco 2
Lado C
"Last Child"
"Freedom Fighter"
"Same Old Song And Dance"
"Janie's Got A Gun"
Lado D
"Toys In The Attic"
"I Don't Want To Miss A Thing"
"No More No More"
"Come Together"

### Disco 3
Lado E
"Dude (Looks Like A Lady)"
"Walk This Way"
"Home Tonight"
"Dream On"
Lado F
"Sweet Emotion"
"Mama Kin"